# Памятник Ленину (Апатиты)
Памятник В.И Ленину — памятник Ленину, установленный в советское время в городе Апатиты (Мурманская область). Расположен на центральной площади города — площади Ленина, у городской администрации.
Памятник был открыт 21 октября 1967 года. Согласно архивным документам Кировского филиала ГОУ «Государственный архив Мурманской области», архитектором памятника был Феликс Таксис.
Монумент представляет собой трёхметровую металлическую фигуру на тёмном постаменте.